# Hydrotaea bimaculoides
Hydrotaea bimaculoides este o specie de muște din genul Hydrotaea, familia Muscidae, descrisă de Wang în anul 1981. Conform Catalogue of Life specia Hydrotaea bimaculoides nu are subspecii cunoscute.